# Stolen Eyes
Stolen Eyes (en búlgaro, Откраднати очи, transliterado como: Otkradnati ochi) es una película dramática búlgara de 2005 dirigida por Radoslav Spasov. Fue la presentación de Bulgaria a los 78.ª Premios de la Academia para el Premio de la Academia a la Mejor Película Internacional y se inscribió en la 27.ª Festival Internacional de Cine de Moscú, donde Vesela Kazakova ganó el premio a la Mejor Actriz. Es la historia de una tensa relación entre un hombre cristiano y una mujer turca musulmana en la década de 1980.

## Reparto
- Vesela Kazakova como Ayten
- Valeri Yordanov como Ivan
- Nejat İşler como Bratat / Hermano
- Itzhak Finzi como Dyadoto / Abuelo
- Iliana Kitanova como Lekarkata / doctor de Señora
- Stoyan Aleksiev como Ofitzer ot DS / KGB agente policial
- Maria Kavardjikova como Valya "kosmonavtkata" / Valya "mujer espacial"
- Maria Statulova como Selyanka / mujer Villana